# 韓国標準型原子炉
韓国標準型原子炉（かんこくひょうじゅんがたげんしろ）は、大韓民国の韓国電力公社が設計した原子炉（加圧水型原子炉）。略称KSNP。韓国標準型軽水炉と訳されることもある。出力100万kWのOPR-1000、140万kWのAPR-1400の2つのシステムが存在する。韓国水力原子力と斗山重工業は、2005年のアジア市場に進出するために1,000MWの容量のKSNP（Korea Standard Nuclear Power Plant）の商標をOPR（Optimized Power Reactor）に変えた。

## 概要
1983年から1991年にかけてスイスのアセア・ブラウン・ボベリ社（ABB社）と技術提携を行い、同社の原子炉System80をベースに設計された出力100万kWのOPR-1000を開発。1995年、同国内の霊光原子力発電所3号機で使用された。また1990年代末にかけてアセア・ブラウン・ボベリ・アトム・コンバッション・エンジニアリング社（ABB-CE社）のSystem80+をベースにした140万kWのAPR-1400が開発され、蔚珍原子力発電所など韓国内の原子力発電所に採用されている。 

### 輸出に向けた動き
2008年、韓国電力は、純国産技術による発電所建設に目処がついたとして、トルコの会社と原子力発電所共同受注のための共同開発協定を結ぶなど、本格的な輸出に向けた取組をスタートさせた。しかし2009年、UAEの原子力発電所プラントに入札中、米国のウェスティングハウス・エレクトリック社が韓国電力側に対し、原子炉冷却材ポンプ等に関する知的所有権を主張し、事実上、輸出にストップをかける措置に及んだ。これは、当初技術提携を結んでいたABB社の原子炉部門が合併を繰り返し、ウェスティングハウス社が知的所有権を所有するに至ったためである。このことにより、韓国標準型軽水炉が必ずしも純国産ではないことが明らかになった。
2009年12月27日、韓国の企業連合体（韓国電力公社、現代建設、斗山重工業、サムスンC&T）は、UAE国内で計画されていたバラカ原子力発電所の建設を落札。140万kwの原子炉4基の輸出が決定した。

## 仕様
| 熱出力   | 非消費電力量 | 設計寿命 | 耐震設計基準       | 燃料交換間隔 |
| -------- | ------------ | -------- | ------------------ | ------------ |
| 2,815Mwt | 1,000MWe     | 40年     | SSE 0.2g, OBE 0.1g | 12~18ヶ月    |

## 導入される原子力発電所
| 原子力発電所               | 原子炉        | 建設開始       | 初臨界         | 商業運転開始   | 状況   | 原子炉型               | 設備容量 （kW） |
| -------------------------- | ------------- | -------------- | -------------- | -------------- | ------ | ---------------------- | --------------- |
| 古里原子力発電所           | 新古里1号機   | 2006年6月16日  | 2010年7月15日  | 2011年2月28日  | 操業中 | OPR-1000               | 100万           |
| 古里原子力発電所           | 新古里2号機   | 2007年6月5日   | 2011年12月27日 | 2012年7月20日  | 操業中 | OPR-1000               | 100万           |
| 古里原子力発電所           | 新古里3号機   | 2008年10月16日 | 2015年12月29日 | 2016年12月20日 | 操業中 | APR-1400               | 140万           |
| 古里原子力発電所           | 新古里4号機   | 2009年8月19日  | 2019年4月8日   | 2019年8月29日  | 操業中 | APR-1400               | 140万           |
| 古里原子力発電所           | 新古里5号機   | 2017年4月1日   | ?              | 2022           | ?      | APR-1400               | 140万           |
| 古里原子力発電所           | 新古里6号機   | 2018年9月20日  | ?              | 2023           | ?      | APR-1400               | 140万           |
| 月城原子力発電所           | 新月城1号機   | 2007年11月20日 | 2012年1月6日   | 2012年7月31日  | 操業中 | OPR-1000               | 100万           |
| 月城原子力発電所           | 新月城2号機   | 2008年9月23日  | 2015年2月8日   | 2015年7月25日  | 操業中 | OPR-1000               | 100万           |
| 霊光(ハンビッ)原子力発電所 | ハンビッ3号機 | 1989年12月23日 | 1994年10月13日 | 1998年8月11日  | 操業中 | 加圧軽水炉 (System 80) | 100万           |
| 霊光(ハンビッ)原子力発電所 | ハンビッ4号機 | 1990年5月26日  | 1995年7月7日   | 1999年12月31日 | 操業中 | 加圧軽水炉 (System 80) | 100万           |
| 霊光(ハンビッ)原子力発電所 | ハンビッ5号機 | 1997年6月29日  | 2001年11月24日 | 2002年5月21日  | 操業中 | OPR-1000               | 100万           |
| 霊光(ハンビッ)原子力発電所 | ハンビッ6号機 | 1997年11月20日 | 2002年9月1日   | 2002年12月24日 | 操業中 | OPR-1000               | 100万           |
| 韓蔚(ハヌル)原子力発電所   | ハヌル3号機   | 1993年7月21日  | 1997年12月21日 | 1998年8月11日  | 操業中 | OPR-1000               | 100万           |
| 韓蔚(ハヌル)原子力発電所   | ハヌル4号機   | 1993年11月1日  | 1998年12月14日 | 1999年12月31日 | 操業中 | OPR-1000               | 100万           |
| 韓蔚(ハヌル)原子力発電所   | ハヌル5号機   | 1999年10月1日  | 2003年11月28日 | 2004年7月29日  | 操業中 | OPR-1000               | 100万           |
| 韓蔚(ハヌル)原子力発電所   | ハヌル6号機   | 2000年9月29日  | 2004年12月16日 | 2005年4月22日  | 操業中 | OPR-1000               | 100万           |
| バラカ原子力発電所         | 1号機         | 2012年7月19日  | 2020年8月1日   | 2021年4月6日   | 操業中 | APR-1400               | 140万           |
| バラカ原子力発電所         | 2号機         | 2013年4月16日  | ?              | 2021年予定     | ?      | APR-1400               | 140万           |
| バラカ原子力発電所         | 3号機         | 2014年9月24日  | ?              | 2021年予定     | ?      | APR-1400               | 140万           |
| バラカ原子力発電所         | 4号機         | 2015年7月30日  | ?              | 2021年予定     | ?      | APR-1400               | 140万           |